# 金山寺味噌
金山寺味噌（きんざんじみそ）とは、醸造嘗め味噌として製造される副食としても食べられるタイプの味噌である。金山寺味噌の由来には諸説が見られるものの、それらの説の中でも有力な説として、中国の徑山寺から、紀州の興国寺へ製法が伝わった径山寺味噌（徑山寺味噌、きんざんじみそ）が、金山寺味噌の原型とする説が挙げられる。製法の伝来後は、日本の各地で製造されるようになっていった。これに対して、中国の徑山寺においては、金山寺味噌のオリジナルと目されている徑山寺味噌の製法が、時代の流れの中で失われた。

## 醸造嘗め味噌

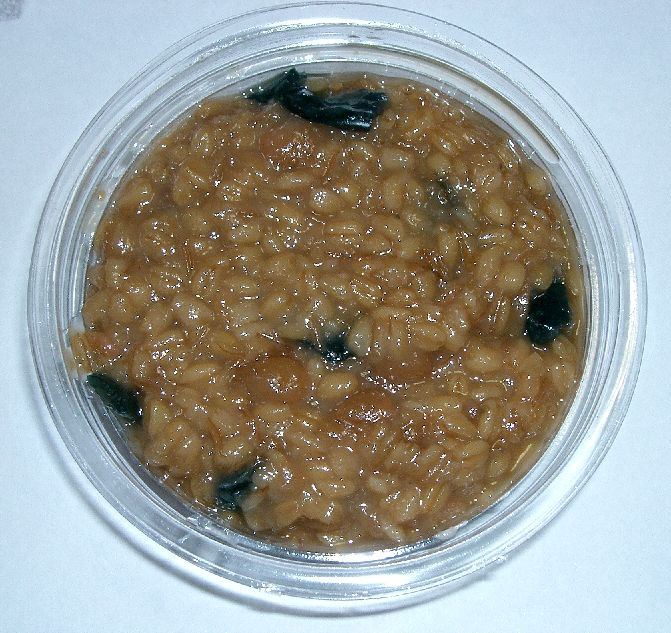
容器に入った金山寺味噌。

金山寺味噌は、醸造嘗め味噌の代表例の1つとされる。そもそも日本語で言う、嘗め味噌とは、調味料として用いられる普通味噌とは異なり、そのままの状態で、主食に添えて食べられる品、すなわち、おかずとして利用可能な食品として製造された味噌を意味する単語である。このため、嘗め味噌はおかず味噌とも呼ばれる。嘗め味噌は、その製造方法により、醸造嘗め味噌と加工嘗め味噌とに大別される。醸造嘗め味噌とは、通常の味噌と同様の材料以外に、適切な野菜や魚介類や香辛料や調味料を加えて仕込みを行ってから、微生物による醗酵・熟成の期間を経て製造された嘗め味噌の総称である。参考までに、加工嘗め味噌とは、予め製造された普通味噌に、副材料や調味料などを加えてから、煮て練り上げて製造した嘗め味噌の総称である。

## 製法
金山寺味噌は、製造所や製造者の好みなどにより異なるものの、仕込み後に、基本的には、数ヶ月から１年間程度の熟成期間を必要とする。水以外の原料としては、ダイズ・ムギ・適度なサイズに刻んだ野菜・食塩が挙げられる。場合によっては、原料として、コメが加えられる場合も有る。なお、野菜は生のままではなく、予め塩漬けした物を使用する場合が有る。例えば、塩漬けしたウリ、ナス、ショウガ、シソの実などである。ただし、ショウガは外皮を剥いて刻んだ状態で、単にシソを刻んだ状態で、仕込みに使用される場合も有る。また、他の野菜は塩漬けにするとしておきながら、ショウガだけは、ウメ酢で漬けた物を仕込みに使用するとした文献も見られる。これらのように、例えば、ショウガだけを見た場合であっても、金山寺味噌の仕込みまでの加工工程には、差異が見られる。また、ここまでに挙げた野菜を全て入れるとは限らず、逆に、これら以外の野菜が入れられる場合も有る。どの野菜を、どのように加工して、使用するかは、熟成期間の決定と同様に、製造所や製造者の好みなどにより決定される。
参考までに、金山寺味噌の醸造に用いられる麹は、炒ってひき割りにしたダイズとオオムギと塩水などで作られる。以上の材料を、適切な容器に中に仕込み、密閉して数ヶ月間以上に亘って、醗酵・熟成させる。このように、仕込み後に微生物を充分に作用させる期間が、製造工程に設けられているため、金山寺味噌は、醸造嘗め味噌に分類できる。
なお、野菜の入っていない「もろみ味噌」のような製品にまで「金山寺味噌」と表記される事例も、見られる。

## 産地と地理的表示保護制度
21世紀初頭において、金山寺味噌を製造している地域としては、千葉県、静岡県、和歌山県などが挙げられる。
金山寺味噌の由来には、諸説が存在するものの、それらの説の中でも有力とされる説が、2021年現在で言う和歌山県の由良町に立地する興国寺に伝来したという説が挙げられる。湯浅で作られた金山寺味噌の製造が広まり、その製造工程で滲み出した液体から醤油が作られるようになった言い伝えられており、少なくとも、日本の醤油作りに影響を与えた点は確実視されている。このような背景が有り「『最初の一滴』醤油醸造の発祥の地 紀州湯浅」として、日本遺産の1つに認定された。2017年8月10日に「紀州金山寺味噌」として、地理的表示保護制度により「和歌山県内」と生産地の範囲が登録された。地理的表示保護制度に登録された和歌山県の産品は、これが初めてである。なお、地理的表示保護制度に登録された産品としては、これが39番目の登録であり、味噌の登録としては、これが初めてである。

## 歴史
味噌の起源は、古代中国で製造されていた醤のような、食塩を加えて保存する事により、食品の腐敗を抑制しながら、食べても安全な微生物を長期間作用させて製造した塩蔵醗酵食品であると考えられている。醤を大別すると、草醤、魚醤、穀醤の3種類に分類され、この中の穀醤が、味噌や醤油に発展していった。そして、ちょうど鎌倉時代に当たる1200年代に、日本では味噌の形に変化したとされている。
禅僧の心地覚心（法燈国師）は、1249年に宋に渡り、径山興聖万寿禅寺（通称「徑山寺」）で修業し、そこで作られていた醸造嘗め味噌の製法も学んだ。心地覚心は1254年に帰国して、高野山の金剛峯寺を経て、開山した興国寺の周辺に伝えたとされている。これは、炒ったダイズとオオムギを蒸して、そこに麹と食塩を加え、さらに、ナス、キュウリ、シロウリ、シソ、ショウガを混合し、そのまま6ヶ月以上の間、熟成させた物であったという。なお、心地覚心が紀州湯浅の地を、径山寺味噌の醸造を行う地として選んだ理由は、この地で得られる飲料水が良好だったからとされる。そうして興国寺で製法が保持されていた中で、江戸時代の前期に「径山寺（きんざんじ）」の名で売り出した結果、好評を得て、名物として定着したとされる。いずれにしても金山寺味噌は、径山寺から日本に伝わったために「径山寺味噌（きんざんじみそ）」と呼ばれる。ただし、日本語では「径」の漢字は「けい」と読む事が普通であり、漢字では日本語の規則的な読みから外れない「金」の漢字に変えて「金山寺味噌（きんざんじみそ）」の表記も用いられる。
参考までに、径山寺味噌の醸造によって、醸造槽の底には液体が溜まるわけだが、これが日本の醤油に影響を与えた。
紀州由良の地は水が硬質で、より良質な水を求め、北は有田川、南は日高川の周辺に、径山寺味噌の製造が広まったと言われている。2008年3月20日に、和歌山県岩出市の根来寺旧境内から、約430年前の金山寺味噌が発見された。

## 製造・販売元
- 垣内みそ店（和歌山県）
- 堀河屋野村（和歌山県）
- 丸新本家（和歌山県）
- やまだ（和歌山県）
- 天田屋（和歌山県）
- あみ清数見商店（和歌山県）
- ダイフク食品（和歌山県）
- 大阪味噌醸造（大阪府）
- ますやみそ（広島県）
- 浅野味噌（広島県）
- カネジュウ食品（静岡県）
- 本多醸造所（静岡県）
- 鈴木こうじ店（静岡県）
- 小川屋味噌店（千葉県）
- 池田屋醸造（熊本県）
- 丸正稲垣（長野県）
- 宝来屋本店（福島県）

## 中国の徑山寺
心地覚心が徑山寺味噌の製法を学んだという中国の徑山寺では、その後に徑山寺味噌の製法が絶えた。丸新本家などが、中国側と復活に向けて協議する動きが有る。